# Agrilus derasofasciatus
Agrilus derasofasciatus es una especie de insecto del género Agrilus, familia Buprestidae, orden Coleoptera. Fue descrita científicamente por Lacordaire in Boisduval & Lacordaire, 1835.
Mide 4.5-5 mm. Originario del Paleártico, se encuentra también en África, ha sido introducido accidentalmente en Norteamérica. Se alimenta de Vitis (Vitaceae).